# Peri Gilpin
Peri Gilpin, vero nome Peri Kay Oldham (Waco, 27 maggio 1961), è un'attrice statunitense, conosciuta per il ruolo di Roz Doyle nella sit-com Frasier.

## Biografia
Figlia di un prete battista divenuto poi musicista, presentatore radiofonico e mezzobusto televisivo a Filadelfia (morto in un incidente di paracadutismo il 25 settembre 1983), e sorella di altri due attori (Marc e April Gilpin), dopo il diploma studia recitazione all'Università del Texas ad Austin e alla British-American Academy di Londra.
Oltre ad una cospicua carriera televisiva, ha doppiato molti film d'animazione, e ha fondato insieme alla collega e migliore amica Jane Leeves la Bristol Cities, una compagnia di produzione.
Nel 1999 ha sposato il pittore Christian Vincent col quale ha avuto due figli: due gemelli nati nel 2004 con la tecnica della gestazione d'appoggio.

## Filmografia

### Cinema
- Spring Forward, regia di Tom Gilroy (1999)
- How to Kill Your Neighbor's Dog, regia di Michael Kalesniko (2000)
- Final Fantasy (Final Fantasy: The Spirits Within), regia di Hironobu Sakaguchi e Motonori Sakakibara (2001) - voce
- Thru the Moebius Strip (2005) - voce

### Televisione
- 21 Jump Street – serie TV, 1 episodio (1988)
- Matlock – serie TV, 1 episodio (1990)
- Flesh 'n' Blood – serie TV, 12 episodi (1991)
- Wings – serie TV, 1 episodio (1992)
- Quattro donne in carriera (Designing Women) – serie TV, 1 episodio (1993)
- Cin cin (Cheers) – serie TV, 1 episodio (1993)
- Frasier – serie TV, 261 episodi (1993-2004)
- Pride & Joy – serie TV, 1 episodio (1995)
- Oltre i limiti (The Outer Limits) – serie TV, 1 episodio (1996)
- The Lionhearts – serie TV (1998) - voce
- Hercules (Hercules: The Legendary Journeys) – serie TV, 2 episodi (1998)
- Le avventure di Superman (Superman) – serie TV, 2 episodi (1998-1999) - voce
- Baby Blues – serie TV, 1 episodio (2000)
- Justice League Unlimited - serie TV, 1 episodio (2003) - voce
- King of the Hill – serie TV, 1 episodio (2003-2009)
- Danny Phantom – serie TV, 2 episodi, voce (2004-2005)
- Hellboy Animated – serie TV (2006-2007) - voce
- Medium – serie TV, 1 episodio (2007)
- Desperate Housewives – serie TV, 1 episodio (2007)
- Make It or Break It - Giovani campionesse (Make It or Break It) – serie TV, 48 episodi (2009-2011)
- Grey's Anatomy – serie TV, episodio 8x12 (2012)
- CSI - Scena del crimine (CSI: Crime Scene Investigation) – serie TV, episodi 12x22-13x01-13x06 (2012)
- Men at Work – serie TV, 3 episodi (2013)
- Elementary – serie TV, episodio 3x02 (2014)
- Scorpion – serie TV, 5 episodi (2015-2016)
- Frasier – serie TV, 1 episodio (2023)

## Doppiatrici italiane
Nelle versioni in italiano delle opere in cui ha recitato, Peri Gilpin è stata doppiata da:
- Stefanella Marrama in Frasier (st. 1-5), Modern Family
- Beatrice Margiotti in Frasier (st. 6-11)
- Daniela Calò in Desperate Housewives
- Alessandra Korompay in Make It or Break It
- Silvia Pepitoni in Lei non voleva
- Michela Alborghetti in Grey's Anatomy
- Laura Boccanera in Station 19

Da doppiatrice è sostituita da:
- Monica Gravina ne I Cuordileone
- Tiziana Avarista in Final Fantasy
- Cinzia Massironi in Danny Phantom